# Волчонок Сиа: Страж Великой стены воинов
«Волчонок Сиа: Страж Великой стены воинов» (кит. упр.: 巨兵长城传; также существуют варианты Легенда о Великой стене гигантов или Великая стена воинов) — китайский мультсериал, снятый совместными усилиями Студией анимации 2:10 до полудня с Youku и Electric Pictures и транслирующися в первой четверти 2019 года, прежде чем быть замороженным на сороковой серии, хотя и было заявлено о работе со вторым сезоном. Задники и ландшафты в кадрах включают в себя множество природных сцен с китайскими особенностями, такие как: пейзажи Гуйлиня, тибетскую архитектуру и древнюю столицу Кайфын.
В какой-то момент было решено создать дубляж на русском языке, в результате которого было переведено 26 серий из сорока, но из-за недостатка финансирование было принято решение остаться на достигнутом, из-за чего оставшиеся 14 эпизодов так и не были переведены.

## Сюжет
Действие мультсериала развивается в одной из долин Поднебесной, населённой антропоморфными животными, живущими в четырёх королевствах: Чёрной Скалы или Хейфен (黑峰, пиньинь;  Hēi Fēng, палл. Хэй Фэн) на севере и северо-востоке, Лазурной Слоновой Кости или Байчен (白辰, Bái Chén, Бай Чен) на востоке, Сапфировых Ручьёв или Циншуй (青水, Qīngshuǐ, ) на западе (в том числе и северо- и юго-запад)и Золотого Песка или Цзиньша (金沙, Jīnshā) на юге и юго-востоке. Причём северное государство постоянно развязывало войну против остальных государств ради захвата их территорий.

### Предыстория
Более чем за полвека до событий мультсериала, Мир, и особенно королевство Лазурной Слоновой кости, содрогнулись под поступью десяти тысяч каменных гигантов, похожих на драконов, которых в дальнейшем назвали «Василисками», оружий созданных королевством Чёрной Скалы, но усилиями десяти генералов из трёх королевств, которые ещё задолго до этого грезило захватить Чёрная Скала, у короля последней была отнята Печать Императора, артефакт, контролирующих каменных гигантов, а сам он был повержен. С помощью этого артефакта, поскольку ни он, ни им порождённые не поддавались уничтожению, король Лазурной Слоновой кости окружил королевство Чёрной Скалы их оружием, превратив их в невероятной протяжённости и высоты стену и вскоре исчез. Что касается генералов, из десяти выжили даже не треть, но оставшиеся создали Лигу Могучих Стражей, призванных охранять мир и стену на границе Чёрной Скалы.

### Настоящее
Сюжет разворачивается вокруг волчонка по имени Сиа, осиротевшего в детстве и воспитанного семьёй оленей. Он мечтает стать Могучим Стражем, дабы охранять мир от напастей, одной из которой является возвращение короля Чёрной Скалы, желающего получить Печать Императора и вновь пойти войной на юг, о чём тот узнаёт когда наёмники из северного королевства, преследуя хранительницу этой печати, оказываются вблизи его деревни. Во время стычки с наёмниками, Сиа открывает в себе дар, который он решает использовать в своём пути становления Могучим Стражем и устранения очередной угрозы.

## Персонажи

### Положительные

#### Главные
Сиа (Сия; 小野) — двенадцатилетний бело-чёрный волчонок с голубыми глазами, который на протяжении большей части своего детства воспитывался в приютившей его семье Лу, состоящей до его появления полностью из травоядных оленей, с которыми осел в деревне Облачных полей или Муюн что не могло не отразиться на его личности. Сиа не вписывается в повсеместные представления о волках как о жестоких и злобных монстрах (поскольку побеждённый король Чёрной скалы как раз был волком; кроме того Сиа хоть и был сиротой, но помогал своей приёмной семье), являясь добрым, храбрым, отзывчивым, оптимистичным и мечтательным, любящим шутки шалости, хоть и импульсивным и склонным к приключениям и авантюрам. По сути, Сиа не любит заранее стоить планы, предпочитая действовать по обстоятельствам, из-за чего периодически идет на необдуманный риск, особенное если это имеет отношение к тем, кому нужна помощь, но тем не менее достаточно умён и сообразителен, а посему способен на неординарные решения, а заодно готов выслушать наставление более опытного. По сути, его характер — результат близости по духу с приёмный отцом, разделявшего его переживания и во многом на него повлиявшим. Главная цель в его жизни — стать Могучим Стражем, чтобы защищать мир.
В число его способностей входит передвижение с огромной скоростью, даже под землёй, последнее из которых выражается в умении рыть тоннели (и для этого ему даже не нужен эфир). В качестве оружия использует сломанный (видимо по середине) клинок с навершием в виде головы дракона на эфесе, вместе с которым его и нашла семья Лу. Впоследствии оказалась что это талисман, созданный Могучими Стражами, и с его помощью можно призывать Двойника Василиска — более маленького, по сравнению с гигантами в составе стены, каменного воина, но всё равно большим и прочным, но, в силу опыта Сии, способным атаковать огромным мечом только один раз, после чего требуется перезарядка, а сам гигант исчезает. Позднее, с помощью Бинли, Сиа открыл в себе эфир Белого пламени, применение которого, однако, может стоить ему жизни.
Озвучен в оригинале Су Шанцином
Сюэ Ецин (洗月 夜晴) — кошка, ровесница Сии и Бинли, принцесса королевства Лазурной Слоновой кости и хранительница Печати Императора, из-за чего навлекла на себя преследование воинов Чёрной Скалы. Убегая от них оказалась в Сапфировых Ручьях. В конечном итоге её поймали около деревни Облачных полей, где она, однако, вскоре была отбита её жителями, давших наёмникам достойный отпор. Не желая подвергать своих спасителей опасности, из-за своей роли, колебаясь, но всё-таки решила стереть им память с помощью семейной реликвии Скрытого ока, но не рассчитала время вспышки, и амулет сработал когда Сюэ сама на него смотрела. Память не была стёрта, но перемешалась, в результате чего Сюэ начала думать что она не наследница Лазурной Слоновой кости, а королева Чёрной Скалы, а её цель не охрана Печати Императора, а её поиск для покорения мира, хотя она и сама является носителем информации о месте её нахождения. Впрочем, поскольку она изначально не была злой, она смотрит на дело завоевания и покорения Мира как на своего рода игру: своих друзей считает своими генералами и очень удивляется тому, что её действия могут вызвать у кого-то ужас, когда она сама этого не хочет, а иногда и у неё самой, если сама сталкивается с чем-то пугающим и неизвестным; что иной раз довольно комично. Сама по себе, в силу возраста, как до, так и после потери памяти, и несмотря на явную и мнимую роли, Сюэ добрая, полная жизни и любопытства девочка, не упускающая из виду красоты мира. До потери памяти глаза Сюэ были сине-зелёными, после приобрели пурпурный оттенок.
В физическом плане, после потери памяти Сюэ забыла о части своих умений, что не мешает ей инстинктивно их использовать по мере необходимости. Сюэ очень ловкая и быстрая; на ногах, в неактивном состоянии, у неё закреплены духи в виде мышей, которые в случае опасности или испуга способны укусить её за ноги, передав при этом эфир, и увеличить ей скорость перемещения в 10 раз (что по сравнению со скоростью Сии можно охарактеризовать как почти телепортация; однако, в отличие от волчонка, на весьма непродолжительное время). Для самозащиты раньше использовала метательные ножи, после потери памяти показано что она может совершить удар кулаком, который, однако, при должной сноровке, легко перехватить. Как было сказано выше, с помощью Скрытого ока, используя способность Лик забвения, она способна заставить кого-угодно забыть что угодно, но это можно использовать только раз в год; Скрытое око также показало возможность теневого клонирования для создании бойцов (которые кстати являлись проекциями её преследователя Хуа Лана). После событий в Парящем городе, стала новой хозяйкой существа, похожего на краба, в силу того что она единственная кто его понимает, а краб в свою очередь представляет собой аналог реактивного ранца, из-за чего Сюэ приобрела возможность летать, но вновь на весьма не продолжительное время.
Озвучена в оригинале Чжу Жунжун
Бинли Лулу (冰流 芦芦) — чёрно-белый зайчонок с зелёными глазами из клана Лулу, когда-то давно господствующего в Сапфировых Ручьях, ровесник Сии и Сюэ. По характеру полная противоположность Сии: холоден, серьёзен, не суетлив, временами бывает апатичным, жёстким и расчётливым, но при всём этом самоуверен, а также по-своему благороден. И всё это несмотря на свой юный возраст. Он и Ао — единственные представители своего клана.
Озвучен в оригинале Вэнь Сенем

#### Второстепенные
Семья Лу (鹿)
- Безымянный отец (鹿爹) — муж Нян, родной отец Лу и приёмный для Сии
- Нян Лу (Старейшина Лу;娘鹿) — мать Лу и, впоследствии Сии. В отличие от своего мужа, смотрит на мир с прагматической, логической и научной точек зрения. Озвучена в оригинале Каи Ной
- Лу Лу (芦鹿/鹿哥) — родной сын Нян и приёмный старший брат Сии. В отличие от названного брата, в плане мировоззрения ничем не отличается от матери. Озвучен в оригинале Юань Конгюем

Ню ЦзяЦзин (Честный бык; 牛公正) — Могучий Страж, заместитель главы Лиги Грома и, по словам Бинли, столь же силён как и настоятель, во всяком случае, пока рассержен. В 26 серии спас героев и Ао от падения с большой высоты и на несколько последующих серий показал себя достойным соперником для генерала Е Ло, поскольку, в отличие от главных героев, оказался способен сражаться с ним на равных. Озвучен в оригинале Тутт Хамыном

### Отриательные

#### Королевство Чёрной Скалы
Е Ло (Повелитель/ловец тьмы; 夜罗) — один из трёх генералов Чёрной скалы, а также первый из числа оных, кто встал на пути главных героев. Является поджарым львом с бледно-серой шкурой и белыми хвостом, бородой и гривой, в, чёрной одеже, за исключением штанов которые фиолетовые, и с красным камнем в груди. Глаза красные, а их белок чёрного цвета. Сам по себе, Е Ло самоуверен и жесток, а также коварен, и хотя показывается спокойным и понимающим, по отношению как к врагам так и к союзником краток и пренебрежителен, поскольку преследует указанные королём цели к которым относится уже со всей серьёзностью и вниманием, однако может быть самоироничным. В то же самое время, показано что если его обманут или он столкнётся с равным или превосходящим противником, то легко может разозлиться и даже удивиться.
В плане способностей, как отметил Сиа, они связаны с манипуляциями жизненной силой. От его поступи растения вянут и в худшем случае обращаются в прах, в лучшем становятся чёрными. За счёт внимания к признакам жизни от него невозможно спрятаться и застать врасплох, и он способен призывать бесчисленное множество так называемых призрачных шаров разного размера, которые имеют пасти и один единственный глаз и выполняют все его команды, а генерал Чёрной скалы может использовать их для усиления кого и чего угодно за счёт тёмной энергии, в качестве боевых снарядов и пузырей, в которые может ловить врагов (перед этим они же их и обнаруживают), а также благодаря им, он способен летать. Кроме того, его эфирная защита может быть пробита только стражами высшего ранга. За счёт вышеописанного при первой встрече с главными героями он легко отбрасывал их одного за другим, но когда на подмогу прибыл Честный бык это заставило его напрячься, а когда подоспел и глава Лиги Грома, на последнего навыков не хватило, из-за чего пришлось отступить обратно на территорию Чёрной скалы.
Озвучен в оригинале Лю Цуном
Хуа Лан (花郎) — снежный леопард, слуга Е Ло, посланный последним поймать хранительницу Печати Императора, которую нагнал у деревни Облачных полей. Имеет в подчинении двух обычных леопардов, у одного из которых нет глаза.
Несмотря на огромную разницу в потенциале, он и его хозяин  — ровесники и обоим по тридцать лет.
Озвучен в оригинале Ма Чженъяном

#### Прочие
Ао Лулу (傲雪 芦芦) — бело-чёрная зайчиха с сине-зелёными волосами из клана Лулу, которая была обнаружена в Парящем городе. С детства, в отличие от своей родни, отличалась замкнутостью, что уже к подростковому возрасту начало перерастать в высокомерие. Днями и ночами она пропадала в своей мастерской-лаборатории, пока наконец сообщение об иноземном визите не заставило её оторваться от привычного дела и пойти на семейный приём. И хотя она пошла на званный обед с неохотой, именно там она познакомилась с королём Чёрной скалы. Последний проявил искреннее любопытство к работам Ао, и после посещения её лаборатории, в тайне от её родственников, предложил ей работать под его началом. Желая выслужиться перед тем, кто разделил её интересы, она украла метафизический (из кристаллизировавшегося эфира) кристалл своего клана под названием Жедаит и бежала с королём Чёрной скалы, чтобы создавать монстров для его армии. Поначалу создания были не управляемыми, что в свою очередь начинало раздражать короля, но в конце концов, решение было найдено: Жедаитовый кристалл был изменён так, что работал на крови членов клана Лулу, но зато позволял полностью контролировать монстров, а заодно их нельзя было убить. Но когда она уже собиралась доложить королю Чёрной скалы об успехе, стала слушателем его разговора с самим собой об более надёжного оружия, Печати Императора, что Ао расценила как предательство.
В конце концов, она дала своим монстрам командунапасть на королевство Сапфировых ручьёв, но в конце концов, она была захвачена в плен, а изъятый у неё Жедаит был использован для того чтобы завлечь её монстров в город на краю Скалы Ужаса. Во время суда Король Сапфировых Ручьёв (её брат) хотел заключить монстров в городе, окрещённым после этого события Парящим, и чтобы Ао наконец вернулась к нему, но король Чёрной скалы, чьи войска сильно поредели в этой битве, был полон решимости казнить ее. В конце концов, был найден компромисс: из чувства собственного достоинства Ао сама приняла решение быть запертой со своими творениями в Парящем городе.
Но в глубине души она по-прежнему хотела проявить себя, для чего при помощи кристалла превратила саму себя в монстра (у неё за спиной появились три пары паучьих лап), но вскоре она поняла, что подвергнув себя таким изменениям, потеряла свой врожденный эфир и больше не могла контролировать монстров, за исключением Ку, и в то же время на неё монстры не нападали.
Следующие пятьдесят лет она провела практически в одиночестве, пока на её остров, спасаясь от Е Ло, не прибыли главные герои. Она намеренно позвала на помощь, чтобы привлечь их внимание, а заодно и похитила Сюэ. После пересечения с Сией и Бинли, соврала что была хранителем парящей платформы, и хотела использовать червя контролёра на своём родственнике, о котором она узнала от пойманной кошки, чтобы его кровью зарядить кристалл и таким образом вновь обрести полный контроль над монстрами, но в конечном итоге её победили, уничтожив Жедаитовый кристалл, а вместе с ним и всех монстров (тогда же у Ао исчезли и паучьи лапы).
Потерпев поражение, а заодно и лишившись дела всей своей жизни, она хотела остаться в обрушивающемся городе дабы принять свой конец, но была спасена Сией, только чтобы уже на земле ответить за свои преступления. Но приземлившись на Скале Ужаса, она тихо ускользнула, не желая встревать между Могучим Стражем и генералом Чёрной Скалы, и дальнейшая её судьба неизвестна. Справедливости ради, поскольку её действия имели место ещё до Василисков, она является самым старым персонажем в мультсериале. Она и Бинли — единственные представители своего клана.
Озвучена в оригинале Лю Цзяньхан.
Кун (Ку; 鲲) — один из монстров, запертых в Парящем городе, с которым, в отличие от остальных, Ао установила прочную связь, за счёт чего тот слушается её даже без Жедаитового кристалла.
Мяо (Мао; 喵) — домашний серый кот, беглый преступник из Золотых Песков, обосновавшийся в деревне Зелёного камня в Сапфировых Ручьях. Имеет брата с сестрой, вместе с которыми похищал жителей деревни, чтобы те выращивали кошачью мяту на продажу, за счёт чего трое хотели разбогатеть и удалиться безнаказанными.
Сяохэй (Уголёк; 小黑) — полноватый тёмный кот с белым животом и нижней частью морды, брат Мяо и Сяобаи, ответственный за техническую часть
Сяобаи (Снежинка; 小白) — белая кошка с рыжими пятнами на голове, сестра Мяо и Сяохэя. Обладает даром чувствовать опасность, который тройне помогал в большинстве случаев.

## Список серий
| №  | Название                                         | Премьера             |
| -- | ------------------------------------------------ | -------------------- |
| 1  | Герой завтрашнего дня (明日英雄)                 | 18 января 2019 года  |
| 2  | Таинственная девушка (神秘少女)                  | 19 января 2019 года  |
| 3  | Сломанный клинок (不屈断刀)                      | 20 января 2019 года  |
| 4  | Опасное положение (千钧一发)                     | 20 января 2019       |
| 5  | Принцесса Лазурной слоновой кости (白辰公主)     | 26 января 2019 года  |
| 6  | Священное Оленье дерево (鹿神树)                 | 26 января 2019 года  |
| 7  | Происшествие в Деревне зелёного камня (青石风波) | 27 января 2019 года  |
| 8  | Зло в природе волка (狼性本恶)                   | 27 января 2019 года  |
| 9  | Беглый преступник из Золотых Песков (金沙逃犯)   | 2 февраля 2019 года  |
| 10 | Битва с Мяо (喵为食“亡”)                         | 2 февраля 2019 года  |
| 11 | Скала Ужаса (嚎叫山)                             | 3 февраля 2019 года  |
| 12 | Разногласия (分歧)                               | 3 февраля 2019 года  |
| 13 | Схватка у горного ручья (山涧恶站)               | 8 февраля 2019 года  |
| 14 | Двойная оборона (双重防线)                       | 9 февраля 2019 года  |
| 15 | Генерал Чёрной Скалы (黑锋王将)                  | 9 февраля 2019 года  |
| 16 | На расстоянии укуса (狮口脱险)                   | 10 февраля 2019 года |
| 17 | Парящий город (芦浮之城)                         | 15 февраля 2019 года |
| 18 | Правда (真相)                                    | 16 февраля 2019 года |
| 19 | Пробуждение (觉醒)                               | 17 февраля 2019 года |
| 20 | Тайный враг (幕后黑手)                           | 17 февраля 2019 года |
| 21 | Загадочная женщина (神秘女子)                    | 22 февраля 2019 года |
| 22 | Принцесса из рода Лулу (芦芦公主)                | 23 февраля 2019 года |
| 23 | Поединок (争夺战)                                | 23 февраля 2019 года |
| 24 | Чудовище приближается (恐兽降临)                 | 24 февраля 2019 года |
| 25 | Воля предков (意志传承)                          | 1 марта 2019 года    |
| 26 | Падение парящего города (芦浮之陨)               | 2 марта 2019 года    |
| 27 | (公正之拳)                                       | 2 марта 2019 года    |
| 28 | (茶艺师)                                         | 3 марта 2019 года    |
| 29 | (误入狼穴)                                       | 8 марта 2019 года    |
| 30 | (狼口夺食)                                       | 9 марта 2019 года    |
| 31 | (大力茶)                                         | 9 марта 2019 года    |
| 32 | (黑锋突袭)                                       | 10 марта 2019 года   |
| 33 | (金沙风云)                                       | 15 марта 2019 года   |
| 34 | (五步疑云)                                       | 16 марта 2019 года   |
| 35 | (打入地宫)                                       | 16 марта 2019 года   |
| 36 | (三道大门)                                       | 17 марта 2019 года   |
| 37 | (合力破局)                                       | 22 марта 2019 года   |
| 38 | (同伴)                                           | 23 марта 2019 года   |
| 39 | (恩怨)                                           | 23 марта 2019 года   |
| 40 | (真相)                                           | 24 марта 2019 года   |